# Acerra (fiume)
L'Acerra è un piccolo fiume della provincia di Salerno, affluente del fiume Sele.

## Corso del fiume
Nasce alle pendici dei Monti Picentini, in località Piani di Puglietta, nel comune di Campagna. Dopo aver attraversato la località Carpella e costeggiato l'abitato di Serradarce, intersecata la Strada statale 91 della Valle del Sele si inoltra in un vallone ai piedi della località Varano-Oppidi ove crea un piccolo bacino utilizzato un tempo per l'approvvigionamento idrico degli abitanti. In prossimità della dismessa stazione ferroviaria di Tuori-Serradarce in località Tuoro, affluisce nel fiume Sele.
Il toponimo, fino a documenti ottocenteschi, era denominato La Cerra.